# زايد الحمادي
زايد الحمادي (مواليد 23 فبراير 1996، لاعب كرة قدم إماراتي يجيد اللعب حارس مرمى مع نادي الوحدة في الدوري الإماراتي للمحترفين.

## مسيرة اللاعب
تدرج في نادي الظفرة في الفئات السنية و وصل للفريق الأول عام 2015 و أعير إلى نادي حتا ونادي خورفكان و بعدها انظم إلى نادي الوحدة و أعير إلى نادي البطائح وعاد بعدها إلى نادي الوحدة.